# Amboasary
Amboasary (även: Amboasary Sud eller Amboasary Atsimo) är en stad och kommun i regionen Anosy i den södra delen av Madagaskar. Kommunen hade 45 989 invånare vid folkräkningen 2018, på en yta av 215,38 km². Den ligger vid floden Mandrare, cirka 690 kilometer söder om Antananarivo.